# Willard (Utah)
Willard es una ciudad ubicada en el condado de Box Elder en el estado estadounidense de Utah. En el año 2000 tenía una población de 1.630 habitantes y una densidad poblacional de 110,6 personas por km².

## Historia
En 1851, varios grupos colonos de la Iglesia de Jesucristo de los Santos de los Últimos Días fueron enviados al norte de Salt Lake City a una bahía de aguas dulces de la Gran Lago Salado, hoy conocido como Willard Bay. Un grupo de diecinueve personas se ubicaron al Norte de Willow Creek, siete millas al sur del sitio donde se establecería Brigham City. Dos años más tarde, la naciente comunidad fue trasladada dos millas más al sur y se construyó un muro de fortaleza en vista de las posibilidades de ataques de los nativos. Los primeros pobladores de Willard eran en su mayoría de ascendencia galesa, inglesa, escocesa y holandesa. La mayoría eran campesinos, pero algunos eran comerciantes, carpinteros, herreros y maestros de escuelas. Históricamente, la economía de Willard se estableció en torno a la agricultura, siendo los cultivos de frutas el producto principal. La excavación de grava y piedra trabajada también han sido una fuente importante de ingresos en la localidad.

## Geografía
Willard se encuentra ubicado en las coordenadas 41°24′43″N 112°2′23″O / 41.41194, -112.03972. Según la Oficina del Censo, la localidad tiene un área total de 18,7 km² (7,2 mi²), de la cual la mayoría, 14,7 km² (5,7 mi²), es tierra y el resto (21,19%) es agua.

## Demografía
Según la Oficina del Censo en 2000, habían 1,630 personas y 427 familias residentes en el lugar, 96.26% de los cuales eran personas de raza blanca y aproximadamente 4% de la población son de raza hispana o latina.
Según la Oficina del Censo en 2000 los ingresos medios por hogar en la localidad eran de $52,150, y los ingresos medios por familia eran $57,841. Los hombres tenían unos ingresos medios de $40,625 frente a los $26,364 para las mujeres. La renta per cápita para la localidad era de $17,592. Alrededor del 7.2% de la población estaban por debajo del umbral de pobreza.